# 秘密の首領
秘密の首領（ひみつのしゅりょう、英: The Secret Chief、隠れた指導者）とは、人類よりも進化した超人で、ひそかに人類を教え導いているとされる。近代西洋魔術においては魔術結社の創設に許可を与える存在でもある。一説には、物質界より高次元の星幽界に住み、肉体的感覚では感知できず、霊界通信や自動書記でのみ接触できるともされる。
見えざる師（シークレット・チーフ）のコンセプトは、17 - 19世紀の西洋の秘儀伝授を特徴とする団体の多くに見られ、19世紀の西洋オカルティストにはよく知られる存在であった。神智学協会のマハトマのように、東洋的なものとして示されることもあるが、実際は西洋オカルティズムに伝統的なものである。
コリン・ウィルソンは、隠れた首領（シークレット・チーフ）の語を初めて用いたのはグルジェフの高弟J・G・ベネットであるとしている。羽仁礼によれば、秘密の首領の概念は、黄金の夜明け団によって確立されたものであるが、背景には、選ばれた人間によってひそかに人類を導くという薔薇十字団伝説の影響が考えられると述べている。このような高度知能と接触した、と信じているオカルティストは後を絶たない。

## 伝説と前史
ロンドン・イブニング・ニュースの編集者エドワード・キャンベルは、次のような伝説を述べている。「幾多の世紀において東方には不思議な言い伝えがあるという。どこかの隠れた土地、中央アジアの高地ともみなされるが、異常な力を持つ人々が存在しているという。その中心部は、世界の秘密政府として活動しているとされる。この言い伝えの神秘の地シャングリラでは、一部は、普通の人間を越えて進化し、この惑星の力の統治者として振る舞っている。下のほうでは、東方と西方で、それと気づかれずに普通の人と混じりあいながら生活し、歴史の重要局面では必要な結果のために行動し、地球の進化全体を太陽系と歩調が合うよう維持している。この言い伝えの断片は十字軍の時代に西方に伝えられ、1614年には薔薇十字団のかたちで出現したという。」
フレデリック・ルノワールなどによれば、実際には次のような前史があるという。17世紀にはじまる薔薇十字団運動は、14世紀のクリスチャン・ローゼンクロイツという謎の騎士を讃えて創設されたが、そこには「秘教に通じた神秘的な存在」が想定されていた。この薔薇十字の秘教の人々の話は、デカルト・ライプニッツ・スウェーデンボリなど17世紀の思想家の幻想に火をつけた。続いて18世紀には、フリーメーソンの厳格戒律派で最高位の半神的存在「未知の上位者」が知られる。19世紀にはエリファス・レヴィが東西をまたぐ最高の教えを説く「秘教的な指導者」について説いている。また、ブルワー＝リットンの小説によっても広く知られるようになった。

## 思想
コリン・ウィルソンによれば、オカルティストは、第一にある程度の不完全な状態から、相対的に高い肉体的・精神的状態へ「進化」の途中だという考え方を信じている。第二に、進化の過程のいずれの段階も、この比較的高い状態にすでに到達している「偉大なる知能者」により指令されるとオカルティストは考えるという。
ブラヴァツキー夫人は1891年に世を去るが、高度な存在と接触したと信じて疑わないオカルティストはその後も尽きることがない。

## 近代神智学

### ブラヴァツキー夫人
1880年、シネット夫妻は評判のブラヴァツキー夫人を自宅に招いた。夫人は自分の知識の多くは、ヒマラヤに住むという「隠れた聖者たち（隠れた首領）」から学んだものだと話した。
ブラヴァツキーは、自身の宇宙観を「大いなる白色同胞団」というヒマラヤのマスター（大師）たちの同胞から教えを受けたものと主張している。ブラヴァツキーの見解では、世界の王は数名の従者とともに金星から訪れたのだという。モリヤとクートフーミというふたりの補佐役はブラヴァツキーの師（マハトマ）であり、神智学協会の設立に関して大きな役割を担ったものとされる。

### アリス・ベイリー
アリス・ベイリーは、ブラヴァツキー夫人の没後の有力な会員となるが、1919年に別の団体を創設し、「ザ・ティベタン」（ジュワル・クール大師）というマスターから口授されたと称する多くの著作を世に送った。

## 近代魔術

### 黄金の夜明け団
創設者の一人のウィリアム・ウィン・ウェストコットは、ドイツの魔術結社のアンナ・シュプレンゲルという人物と文通したと称し、彼女を通じて「秘密の首領」から魔術結社・黄金の夜明け団の創設許可を得た、と宣言した。
メイザーズとウェストコットはブラヴァツキー夫人の友人であり、神智学協会と黄金の夜明け団は友好的な関係にあった。ブラヴァツキーが死亡すると、1892年にメイザーズは「秘密の首領」とつながったと宣言し、黄金の夜明け団の第二団であるクリスチャン・ローゼンクロイツ伝説による「ルビーの薔薇と金の十字架団」に多くの儀式を提供した。

### ダイアン・フォーチュン
1927年まで神智学協会にいたダイアン・フォーチュンは、1923年から24年にかけ、「秘密の首領（シークレット・チーフ）」と仰ぐ人々との交信を行ったという。彼女は、同年、魔術結社「内光友愛会」（the Fraternity of the Inner Light）を設立した（この会はフォーチュンの死後も「内光協会」（The Society of the Inner Light）として続いている）。
フォーチュンが交信した「秘密の首領」の中には、サレムのメルキゼデク（旧約聖書に登場する大司祭、神の代理とも解される）を起源とする三位一体のマスターがいた。彼らは「哲学と儀式に関わるヘルメス学」、「御子の謎に関わる神秘の光線」、「地上の謎に身を捧げるオルペウス、あるいは緑の光線」と定義される三つの明晰な叡智の「光線」を放射するのだという。

### アレイスター・クロウリー
アレイスター・クロウリーは、エジプトで接触した聖守護天使のエイワスが秘密の首領であると主張している。

## グルジエフと弟子たち
ゲオルギー・グルジェフは、青年時代の多くをサルムング教団（サームング修道会）の研究に費やしたとされるが、後に世に出ると、その基本教養を北ヒマラヤの僧侶修道会から授かったと主張した。
高弟P・D・ウスペンスキーは著書『奇跡を求めて』で次のように主張している。「グルジエフの『精神現象的』教義の背景にはきわめて複雑な宇宙体系が存在する。これは教義とは明確な関連性を欠いており、グルジエフ自身の発想によるものではないと考えられる。」
「隠れた首領」という表現を初めて用いたのは、もう一人の高弟J・G・ベネットの『劇的宇宙』（Dramatic Universe）であるという。エドワード・キャンベルはこの本の内容を次のように要約している。
「人類の長い物語を綴るのは、人間の知能よりはるかに偉大な知能である・・・このプロセスを地球上で司るのは、「隠れた首領」と呼ばれる知能である。これは、オカルト伝承では「統治者」「古代者」など個体として象徴されるレベルに対応する。これはデミウルゴスのレベルあるいはそのすぐ下のレベルにも相当する。人類全体に対する行為と併行して、執行者とその直属の者は、個々の人間の意識レベルの向上に対する地域的な活動も司る。」

## 心霊主義
心霊調査協会の初期のメンバーの牧師で心霊主義のステイントン・モーゼスは、自動筆記で多くの文書を残した。これは本人が亡くなると、『霊訓』（心霊の教義）として出版された。モーゼスはこの一部を生前に『光明』という小冊子にまとめたが、自分の鉛筆を動かした心霊のなかに、プラトン、アリストテレス、旧約聖書の預言者と称するものがいると困惑を隠していない。

## チャネリング
1963年のアメリカでジェーン・ロバーツと夫のロブはウィジャ盤で実験を始めた。さまざまな人格がチャネリングでメッセージを伝えてきたが、やがて「セス」と称する人格が登場し始める。「セス」は『セスの資料』、『セスは語る』など多くの本を伝授していった。（実際には）ジェーン・ロバーツの無意識の心の面であれ、あるいは本物の「心霊」であれ、セスが高い知能の存在であることを、これらの書物は示している。その後、ウィリアム・ジェームズの死後の日記という本を出版するが、こちらは大学生のへたな作文で、ジェームズとは似つかない代物であった。